# Ogród zoologiczny w Pilźnie
Ogród zoologiczny w Pilźnie – ogród zoologiczny w Pilźnie, w Czechach. Jego powierzchnia wynosi 21 ha. Został założony w 1926 roku.